# 鲍里斯·舒米亚茨基

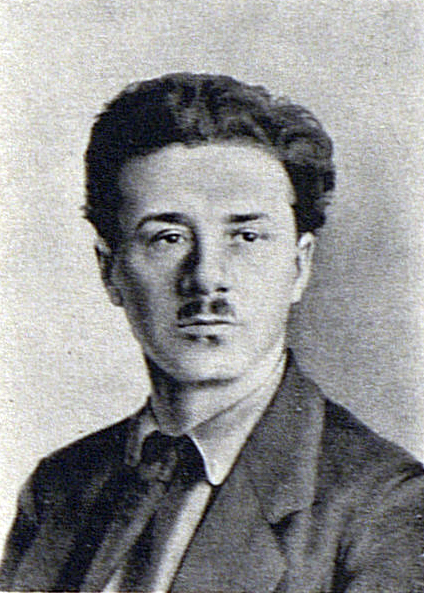

鲍里斯·扎哈罗维奇·舒米亚茨基（俄语：Борис Захарович Шумяцкий，1886年11月16日—1938年7月29日）俄国上乌丁斯克（今乌兰乌德）人，苏维埃俄国及苏联、共产国际官员，革命家、外交官、记者。1930年代前期为苏联电影工业总局局长。苏联共产党中央委员会亚洲局成员。

## 生平

### 早年生涯
1886年，舒米亚茨基生于西伯利亚外贝加尔州的上乌丁斯克（今乌兰乌德）的一个穷苦人家。1880年代前期，其父扎哈尔·舒米亚茨基（Захару Шумяцкому）是圣彼得堡的出版社“Товарищество А. Ф. Маркс”（А. Ф. Маркс合作社）的订书匠。随着亚历山大二世遇刺，圣彼得堡的犹太人遭到驱逐。扎哈尔·舒米亚茨基也要和其他许多人一起被送往白俄罗斯或乌克兰。但他拒绝迁往这两处地方，并向有关当局称，他到农村无法养活其家人，他需要住在城市。当局于是把他全家迁往上乌丁斯克（今乌兰乌德），这里确实是一座城市。扎哈尔·舒米亚茨基全家遂在此居住了数月，为农民做记录，记录土地分配情况，有时会为地方当局服务。
舒米亚茨基在此出生，并度过了人生的最初岁月。他几乎没上过学，俄文是在家学的。他还掌握了布里亚特语的口语，并知道一些意第绪语。1898年12岁时，舒米亚茨基离家赴赤塔的铁路工厂做工。1903年，加入俄国社会民主工党。1904年起，在克拉斯诺亚尔斯克的铁路车辆厂工作。

### 从1905年到1906年

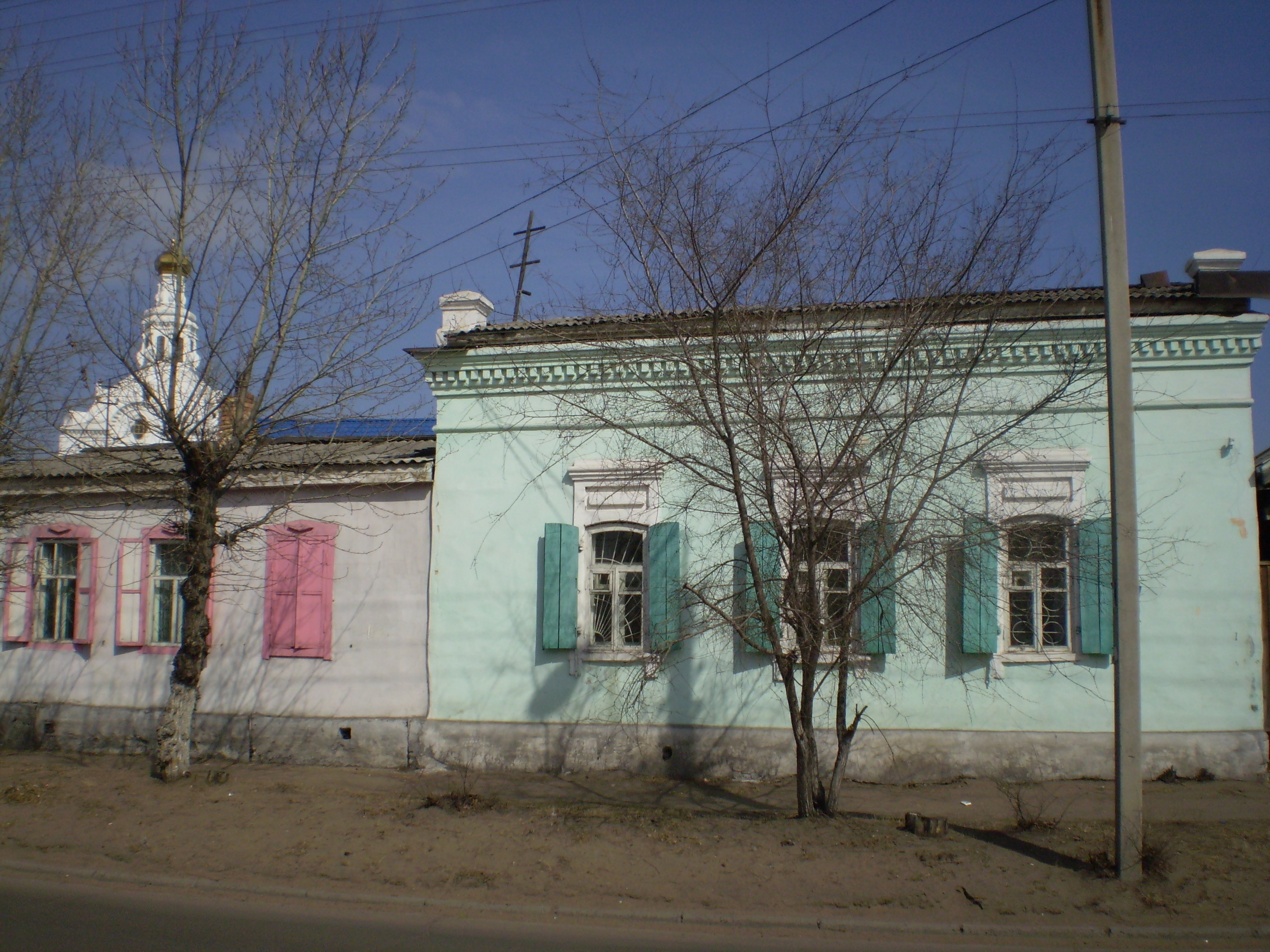
舒米亚茨基在乌兰乌德的故居

1905年，他组织领导了克拉斯诺亚尔斯克工人武装起义，起义失败后遭俄国政府通缉。1906年1月，被俄国政府逮捕，不久脱逃。他使用的护照以及在报纸上发表文章的化名均为“Илья Силин”（伊利亚·西林）。他曾在上乌丁斯克的斯柳江卡1号站工作。
他先后编辑过报纸《贝加尔湖》（Прибайкалье）、《贝加尔湖波涛》（Байкальская Волна）、《Забайкалец》（以上在上乌丁斯克）、《满洲之声》、《思想》（Мысль）（以上在哈尔滨）。由于上乌丁斯克的报纸《贝加尔湖》的所有者、商人诺德尔曼（Нодельман）在伊尔库茨克被逮捕，该报社被关闭。诺德尔曼从监狱取保释放后，同意出版新的报纸《贝加尔湖波涛》。报纸《Забайкалец》则为雷伊弗维奇（Рейфович）所有，该报在上乌丁斯克码头街（乌兰乌德）上的雷伊弗维奇的家中出版，该报在1906年10月被关闭。 舒米亚茨基在1906年10月18日或20日逃离上乌丁斯克。在赤塔，他出版了报纸《Тайга》。
他和Лии Исаевне Пандре（1889年－1957年）结婚，后者是医学院学生，是坎斯克的一位阔绰商人之女。1909年，他们有了一个女儿娜拉（Нора）。后来在1922年，凯瑟琳·Б. З. ·舒米亚茨基（Екатерина. Б. З. Шумяцкий）开始在西伯利亚的党组织中从事革命工作，后被派往符拉迪沃斯托克的俄国社会民主工党组织开展工作，策动太平洋舰队水兵武装起义。

### 旅居哈尔滨
1906年，他奉派到哈尔滨，仍化名“伊利亚·西林”，入中东铁路三十六棚总工厂当镟工，在俄国工人中间从事革命活动。 在哈尔滨，舒米亚茨基住在俄国工人居住的劳搏抬那亚街。住在该街的将近50户居民多为中东铁路附属工厂（车辆厂）粗活工人。只有舒米亚茨基属于高级技工。舒米亚茨基开设了一家杂货铺兼小酒馆，称“西林屋”。在其领导下，中东铁路附属工厂秘密成立了俄国职工联合会。此后，舒米亚茨基将俄国职工联合会扩大至地包、八区粮库、香坊铁路印刷厂、报纸、航运、电报局、哈尔滨市公议会、秋林洋行等50多个单位的工人及店员中，会员总数达到将近6000人，西林屋成为俄国职工联合会所在地。
1906年11月，舒米亚茨基参加了俄国社会民主工党布尔什维克派在哈尔滨召开的代表会议。根据此次会议精神，1907年初，舒米亚茨基邀请中东铁路附属工厂机车分厂的汉人工人吴泰到西林屋做客，这是西林屋首次招待汉族工人。双方会晤后的第三天，1907年1月9日，正值俄国一月革命两周年纪念日，中东铁路附属工厂工人罢工，并举行庆祝集会，吴泰率400多位中国工人参加了此次活动。1907年4月，舒米亚茨基和吴泰第二次在西林屋会晤，双方制订了俄汉工人同庆五一劳动节的方案，并决定如厂方阻止庆祝活动就举行罢工。随后，厂方果然张贴通告严禁举行五一庆祝活动。5月1日，中东铁路附属工厂的工人离开工厂，聚集到三十六棚后面的松花江边。同时，地包、铁路印刷厂、车站、港口、八区制粉厂的工人也聚集于此，共达3000多人。中东铁路管理局局长霍尔瓦特闻讯后，急忙命令镇压罢工，吴泰和舒米亚茨基遂按计划率领工人队伍乘坐预先备好的船，过江到江北的极乐村集合。由于极乐村在俄国军警辖区之外，故警察局长马库金赶到江边时，只能望江兴叹。吴泰在江北宣布先举行野餐，全体工人大聚餐。随后，舒米亚茨基宣布庆祝大会开始，大会上有讲演，并高呼口号。会后举行了联欢活动。
1910年，哈尔滨展开了全城搜捕，54位俄共党员被逮捕。在工人和渔民的帮助下，舒米亚茨基逃离哈尔滨。后来，舒米亚茨基在回忆录中称：“我们不是偶然与中国工人联系，而是在他们当中相当有计划的进行工作”，“我们不仅努力帮助他们提高阶级觉悟，而且培养他们成为中国人民反对清朝专制的先锋队。”

### 1917年之前
逃离哈尔滨后，舒米亚茨基在1911年至1913年流亡阿根廷。1913年，舒米亚茨基回到俄国，正式加入俄国社会民主工党布尔什维克派，成为该党在西伯利亚的组织的活跃的革命家。1914年起，在俄国社会民主工党中央机关报《真理报》工作。不久他又遭逮捕，直到1917年俄国二月革命后才获释。 
1917年，他担任克拉斯诺亚尔斯克工人和士兵代表苏维埃执行委员会副主席，并且为报纸《克拉斯诺亚尔斯克委员会消息报》（Известия Красноярского совета）、《克拉斯诺亚尔斯克工人报》（Красноярский рабочий）、周报《西伯利亚真理报》（Сибирская правда）积极撰稿。在1917年4月举行的第八次布尔什维克代表会议上，被选为中央执行委员会委员，并被选入负责组织出版的中央机构的编辑委员会中。
在布尔什维克政变失败后，他着手恢复党的地下组织，并为党的第六次代表大会进行了准备和组织工作。他是党的中央委员会西伯利亚和蒙古处长。他当选为俄国社会民主工党（布尔什维克）中央委员会西伯利亚地区办事处主席。1917年10月，在伊尔库茨克举行的全西伯利亚苏维埃第一次代表大会上，当选为西伯利亚苏维埃中央执行委员会主席。从10月15日至16日，从车里雅宾斯克到符拉迪沃斯托克均宣布了苏维埃的权力，这是十月革命在俄罗斯帝国的开端。他指挥了1917年12月伊尔库茨克冲突，在谈判过程中受伤。

### 俄国内战
在内战期间，他是西西伯利亚的游击队的领导人之一。他反对同德国的布列斯特和约。自1918年12月起，他担任东西伯利亚地区军事革命委员会（Восточно-Сибирского окружного военно-революционного комитета）主席。自1919年7月起，在军队从事政治工作。1919年10月至1920年1月，担任秋明省革命委员会和俄共（布）省委的主席。1920年3月，出任俄共（布）托木斯克省委员会主席，及革命委员会主席。1920年6月，担任俄共（布）中央委员会远东局主席，以及远东共和国外交部长。1920年7月，出任远东共和国部长会议主席，10月出任西伯利亚革命委员会副主席。1920年12月，任叶尼塞省执行委员会主席。

### 在远东
1921年至1922年，他是第5军革命军亊委员会委员，俄共（布）中央委员会西伯利亚局中央委员会委员，外交人民委员会远东全权代表。
1921年之后，他在伊尔库茨克的共产国际远东书记处担任第一书记。1921年，任共产国际驻远东全权代表。在负责远东工作期间，他对中国、蒙古、朝鲜等地的共产党组织的创建和发展起到了关键作用。
1920年8月8日，共产国际任命了一批人员赴若干重要国家担任代表，任务是同当地的共产党组织建立联系，并组织共产国际的出版活动。其中，马林被派往中国。1921年5月下旬，尼克尔斯基被共产国际远东书记处领导人舒亚米茨基派赴中国。1921年6月3日，马林抵达上海。几天后，尼克尔斯基也抵达上海。马林和尼克尔斯基会面后，商定共同进行工作。因为马林不属共产国际远东书记处成员，又和舒米亚茨基不熟，故马林于1921年6月7日致信舒米亚茨基，进行了自我介绍，并主动提出承担筹备召开远东各国共产党和革命团体代表大会的工作。不久，马林从共产国际远东书记处获得了任命书，被任命为共产国际远东书记处的领导成员之一，并奉远东书记处之命留在上海工作。但马林没收到过共产国际远东书记处的任何指示和文件，所以在共产国际远东书记处只是挂名。1921年6月，马林和尼克尔斯基参加了中国共产党第一次全国代表大会，推动了中国共产党的成立。
蒙古的军人组成了大蒙古国第一届人民政府。舒米亚茨基将这些国家领导人带到了莫斯科的苏维埃代表大会上。舒米亚茨基是蒙古人民革命的积极参与者，蒙古国家政府的首席顾问。舒米亚茨基将其妹介绍给达木丁·苏赫巴托尔。他被授予“蒙古人民共和国荣誉公民”（Почетный гражданин Монгольской народной республики），并获授蒙古第1号红色勋章（Красного знамени  Монголии № 1.）。
1922年，舒米亚茨基同民族事務人民委員部及其主席斯大林发生冲突。冲突的起因是关于原属远东共和国的布里亚特的自治问题。舒米亚茨基成功创建了一个自治共和国，而不是三个民族区。但舒米亚茨基被迫辞职，转而从事外交工作。
舒米亚茨基遭调离的另一原因是他在伊尔库茨克支持成立一派朝鲜共产党，而赤塔的克拉斯诺肖科夫（时任远东共和国政府主席兼外交部长）支持另一派朝鲜共产党，造成朝鮮共产党分成对立的两派。马林在1922年7月21日致共产国际的报告中，详述了舒米亚茨基支持另一派朝鲜共产党的错误。

### 从外交到电影
1922年1月，远东书记处改组为共产国际执行委员会东方部，维经斯基任部长。1922年2月，舒米亚茨基调往赤塔从事外交工作。1923年至1925年，舒米亚茨基担任驻波斯的公使兼贸易代表，成为在德黑兰的苏联外交使团的老前辈。自1925年起，担任苏联共产党列宁格勒地区委员会委员。1926年至1928年，在莫斯科担任东方劳动者共产主义大学校长，并主编该校的评论性刊物《革命与东方》。1928年至1929年，任普列汉诺夫国民经济学院院长。
1930年11月起，舒米亚茨基任全苏电影业联合公司（Союзкино）主席。1933年起，担任苏联人民委员会议电影工业总局局长兼艺术委员会副主席。1935年，由于对苏联电影亊业的贡献，时任电影局长的舒米亚茨基获得列宁勋章。1937年，为庆祝十月革命20周年，斯大林下令拍摄《列宁在十月》，但电影尚未完成，舒米亚茨基即于1938年1月18日被逮捕。同年7月28日被判处死刑。7月29日遭到处决。
后来，舒米亚茨基获恢复名誉。

## 著作
- «Борьба за русский Дальний Восток», Иркутск, 1922.
- «В Сибирском подполье. Очерки 1903—1908 гг.», «Московский рабочий», М.,1926 г., 192 с.
- «Сибирь на путях к Октябрю», М., 1927, 64 с. (2-е изд.: Иркутск, «Восточно-Сибирское изд.», 1989 г., 411с.)
- «На посту советской дипломатии», М., 1927, (2-е изд: «Изд. Восточной литературы», М.,1960).
- «1905 год и Восток», М.-Л., ГИЗ, 1930, 80 с.
- «Кинематография миллионов», «Кинофотоиздат», М., 1935 г.,387 с.
- «Пути мастерства», «Кинофотоиздат», М., 1935, 192 с.

## 外部連結
- Шумяцкий_Борис_Захарович_(1886) （页面存档备份，存于）（俄文）